# Svederník
Svederník (maďarsky Szedernye, do roku 1907 Szvedernik) je obec na Slovensku v okrese Žilina. V roce 2011 zde žilo 1 011 obyvatel. První písemná zmínka o obci pochází z roku 1321. V obci je římskokatolická kaple Panny Marie Lurdské z roku 1929.
Ve Svederníku se narodili bratři Vincent Hložník (malíř, grafik, ilustrátor, sochař a pedagog) a Ferdinand Hložník (malíř a ilustrátor).

## Galerie

Rozhledna nad Svederníkem
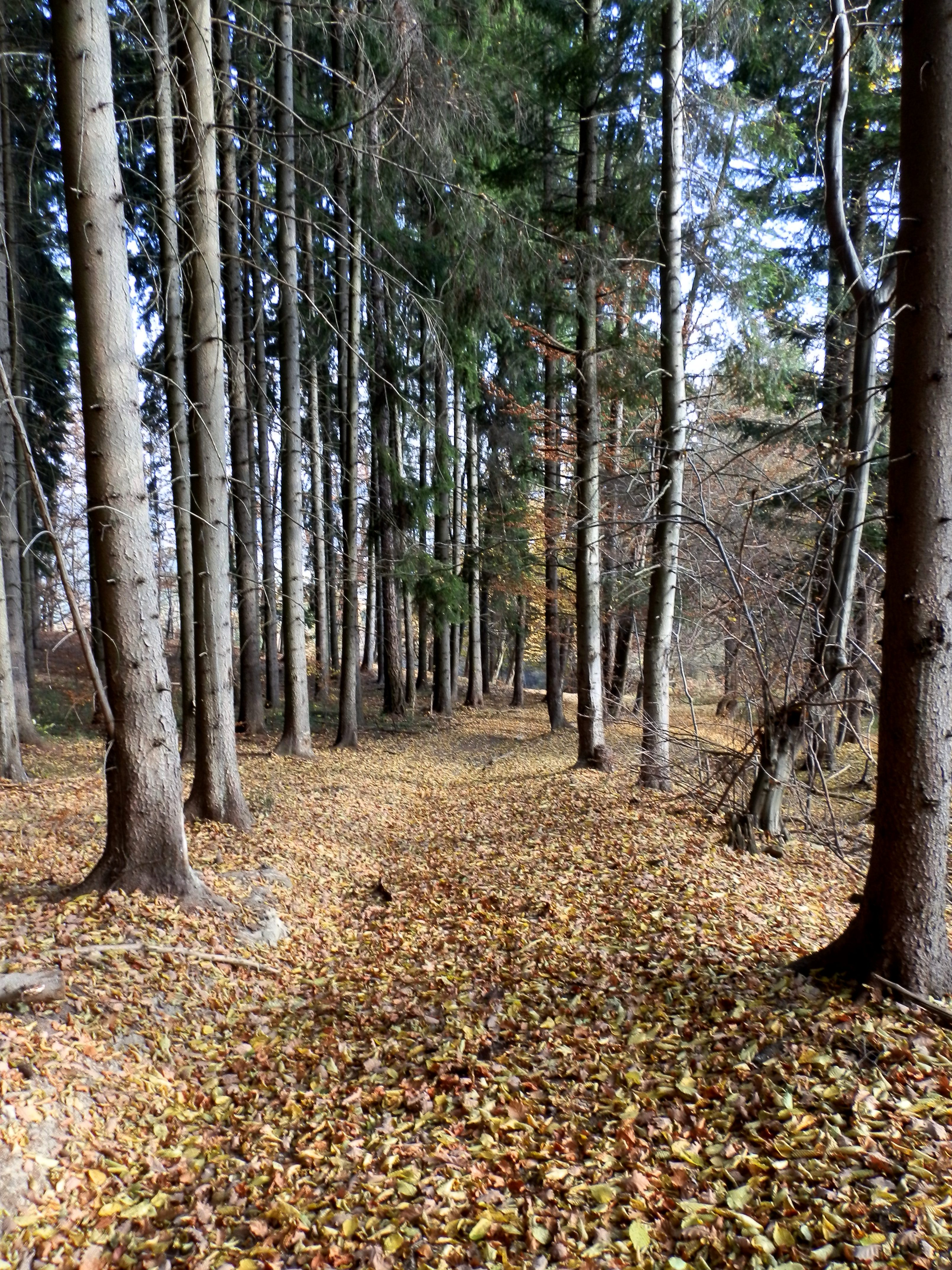
Cesta k rozhledně
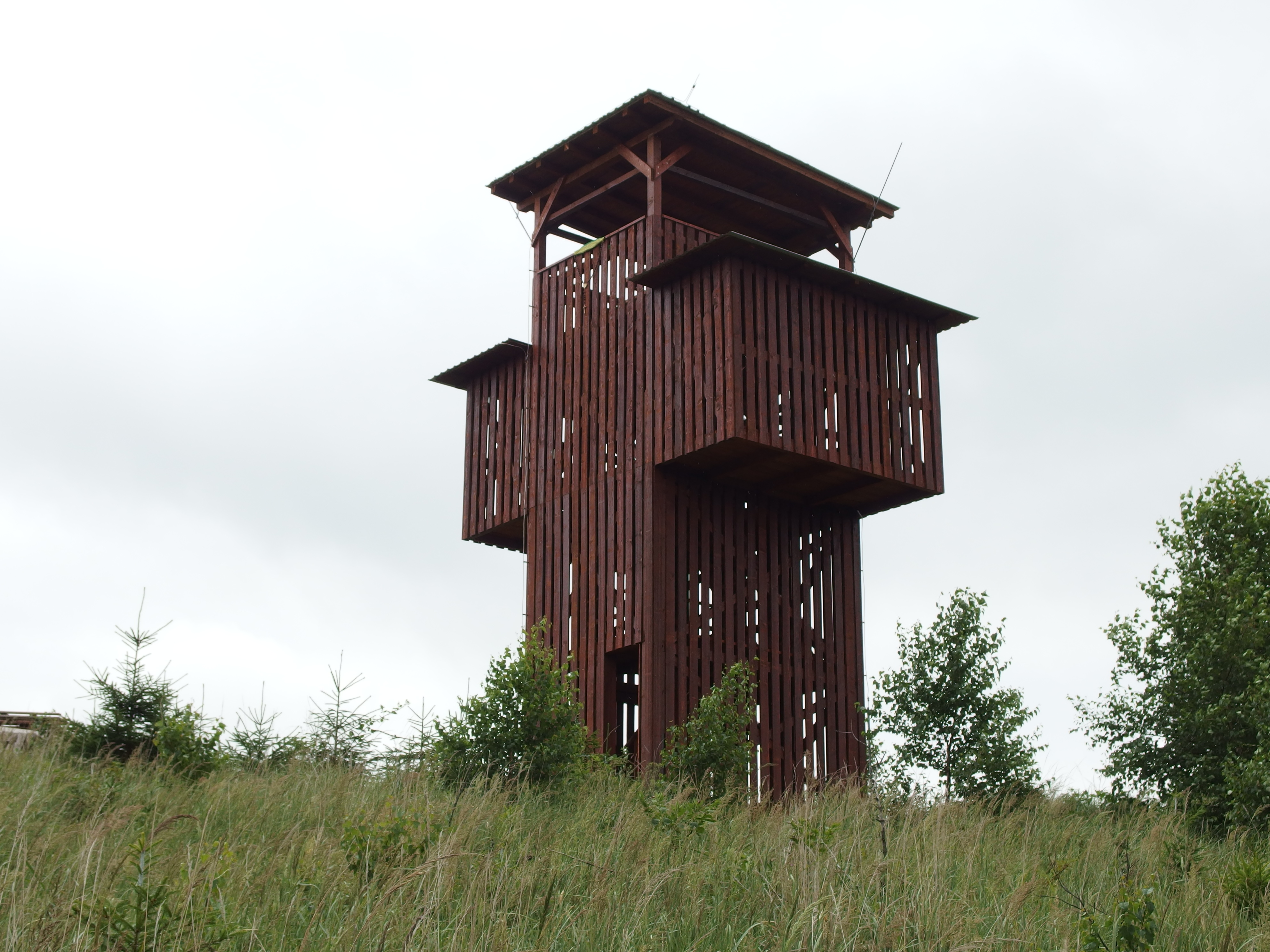
Rozhledna ve tvaru kříže
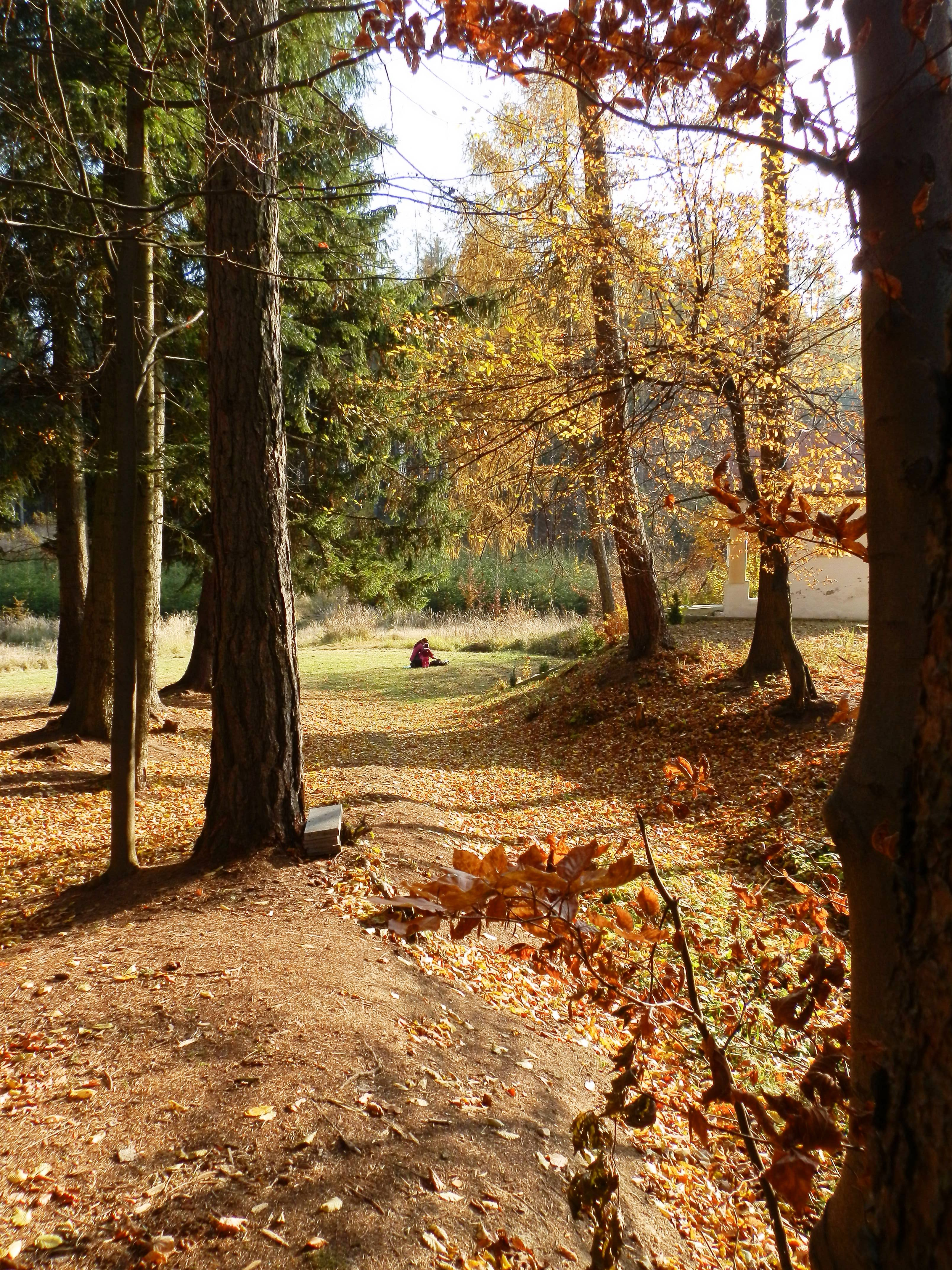
Aleje
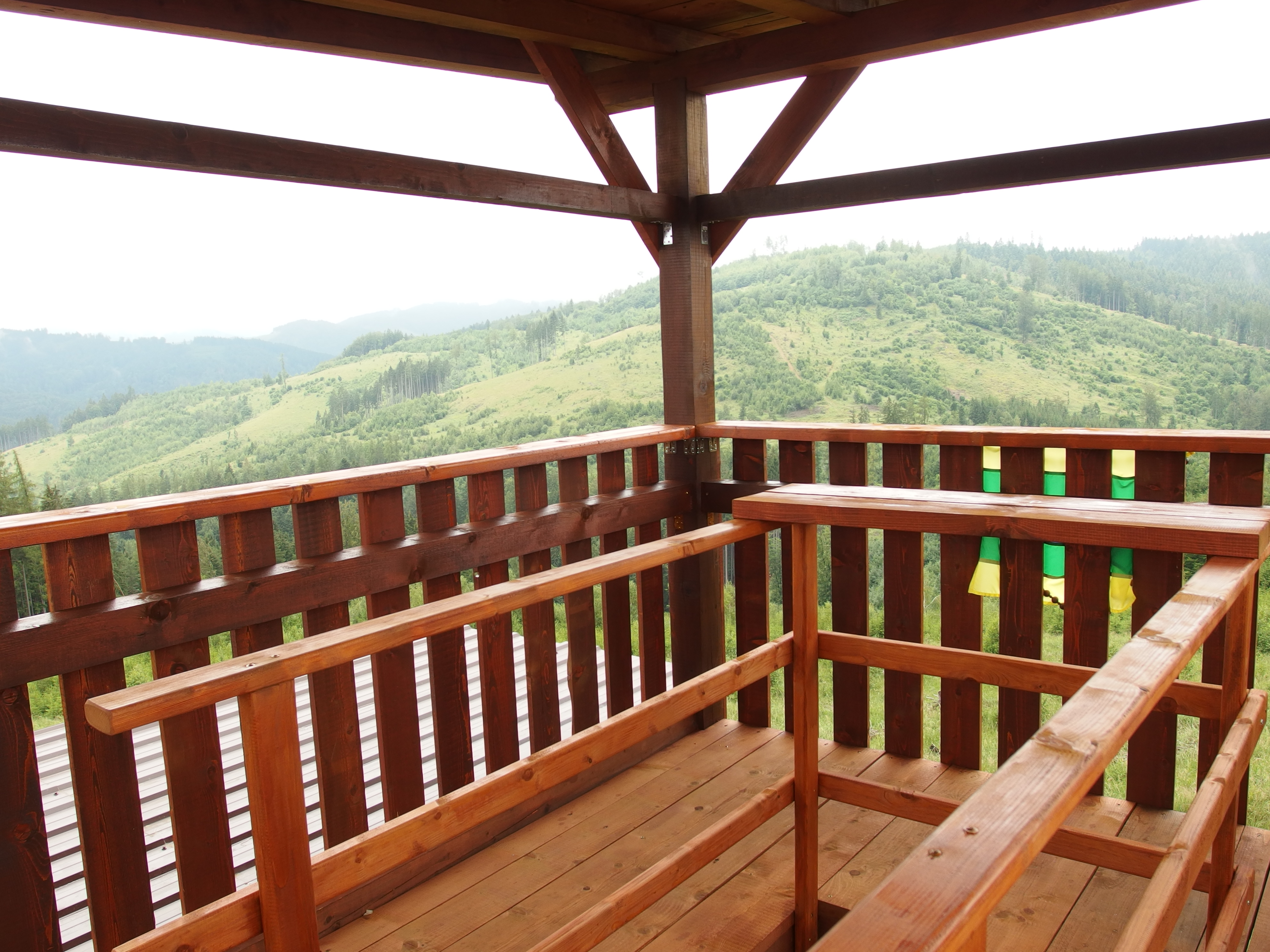
Výhled z rozhledny